# Argentina nos Jogos Olímpicos de Inverno de 2006
A Argentina mandou 9 competidores para os Jogos Olímpicos de Inverno de 2006, em Turim, na Itália. A delegação não conquistou nenhuma medalha nesta edição.

## Desempenho

### Biatlo
| Atleta             | Evento               | Final     | Final | Final |
| Atleta             | Evento               | Tempo     | Pen.  | Pos.  |
| ------------------ | -------------------- | --------- | ----- | ----- |
| Sebastian Beltrame | Velocidade masculino | 33:32.4   | 5     | 87    |
| Sebastian Beltrame | Individual masculino | 1:09:24.3 | 9     | 84    |

### Esqui alpino
| Atletas                        | Evento                   | Final      | Final      | Final      | Final   | Final |     |
| Atletas                        | Evento                   | 1ª Corrida | 2ª Corrida | 3ª Corrida | Total   | Pos.  |     |
| ------------------------------ | ------------------------ | ---------- | ---------- | ---------- | ------- | ----- | --- |
| Facundo Aguirre                | Slalom gigante masculino | DNF        | DNF        | DNF        | DNF     | DNF   |     |
| Cristian Javier Simari Birkner | Slalom gigante masculino | 1:22.37    | 1:20.19    |            | 2:42.56 | 23    |     |
| Cristian Javier Simari Birkner | Slalom masculino         | DNF        | DNF        | DNF        | DNF     | DNF   |     |
| Cristian Javier Simari Birkner | Combinado masculino      | 1:43.93    | 45.89      | 46.72      | 3:16.54 | 23    |     |
| Macarena Simari Birkner        | Super-G feminino         | DNF        | DNF        | DNF        | DNF     | DNF   |     |
| Macarena Simari Birkner        | Slalom gigante feminino  | 1:05.81    | 1:13.62    |            | 2:19.43 | 31    |     |
| Macarena Simari Birkner        | Slalom feminino          | 45.90      | 51.17      |            | 1:37.07 | 31    |     |
| Macarena Simari Birkner        | Combinado feminino       | 40.99      | 45.95      | 1:35.72    | 3:02.66 | 26    |     |
| Maria Belen Simari Birkner     | Super-G feminino         |            |            |            | 1:38.02 | 47    |     |
| Maria Belen Simari Birkner     | Slalom gigante feminino  | DNF        | DNF        | DNF        | DNF     | DNF   |     |
| Maria Belen Simari Birkner     | Slalom feminino          | 46.35      | 51.26      |            | 1:37.61 | 37    |     |
| Maria Belen Simari Birkner     | Combinado feminino       | 41.55      | 47.08      | 1:36.72    | 3:05.35 | 29    |     |
| Miriam Vazquez                 | Downhill feminino        |            |            |            | 2:07.42 | 39    |     |
| Miriam Vazquez                 | Combinado feminino       | DNF        | DNF        | DNF        | DNF     | DNF   | DNF |

### Esqui cross-country
| Atleta         | Evento             | Preliminares | Preliminares | Quartas | Quartas | Semifinal | Semifinal | Final   | Final |
| Atleta         | Evento             | Total        | Pos.         | Total   | Pos.    | Total     | Pos.      | Total   | Pos.  |
| -------------- | ------------------ | ------------ | ------------ | ------- | ------- | --------- | --------- | ------- | ----- |
| Martin Bianchi | Clássico masculino |              |              |         |         |           |           | 49:08.0 | 86    |

### Esqui estilo livre
| Atleta      | Evento            | Preliminar | Preliminar | Final       | Final       |
| Atleta      | Evento            | Pontos     | Pos.       | Pontos      | Pos.        |
| ----------- | ----------------- | ---------- | ---------- | ----------- | ----------- |
| Clyde Getty | Aerials masculino | 79.88      | 28         | Não avançou | Não avançou |

### Luge
| Atleta           | Evento              | Final      | Final      | Final      | Final      | Final    | Final |
| Atleta           | Evento              | 1ª corrida | 2ª corrida | 3ª corrida | 4ª corrida | Total    | Pos.  |
| ---------------- | ------------------- | ---------- | ---------- | ---------- | ---------- | -------- | ----- |
| Michelle Despain | Individual feminino | 50.062     | 54.061     | 50.120     | 52.898     | 3:27.141 | 24    |

Legenda
| Recorde mundial      | Recorde mundial (World record)               |                       | Recorde africano                      | Recorde africano (African) |                                           | Q | Classificado por posição (Qualified) |
| Recorde olímpico     | Recorde olímpico (Olympic record)            | Recorde da América    | Recorde da América (Americas)         | q                          | Classificado por melhor tempo (Qualified) |   |                                      |
| Melhor marca do ano  | Melhor marca do ano (World leading)          | Recorde asiático      | Recorde asiático (Asian)              | DNS                        | Não largou (Did not start)                |   |                                      |
| Recorde nacional     | Recorde nacional (National record)           | Recorde europeu       | Recorde europeu (European)            | DNF                        | Não terminou (Did not finish)             |   |                                      |
| Recorde pessoal      | Recorde pessoal do atleta (Personal best)    | Recorde da Oceania    | Recorde da Oceania (Oceania)          | DSQ / DQ                   | Desclassificado (Disqualified)            |   |                                      |
| Recorde da temporada | Recorde da temporada do atleta (Season best) | Recorde sul-americano | Recorde sul-americano (South America) | NM                         | Sem marca (No mark)                       |   |                                      |